# FC La Chaux-de-Fonds
Football Club La Chaux-de-Fonds – szwajcarski klub piłkarski z siedzibą w mieście La Chaux-de-Fonds.

## Osiągnięcia
- Mistrz Szwajcarii (3): 1954, 1955, 1964
- Puchar Szwajcarii (7): 1948, 1951, 1954, 1955, 1957, 1961

## Historia
Założony w 4 lipca 1894 roku klub FC La Chaux-de-Fonds rozgrywa swoje mecze domowe na stadionie Stade de la Charrière.

## Europejskie puchary
Legenda do wszystkich tabel:
- Q – runda eliminacyjna, 1/16, 1/8, 1/4, 1/2 – odpowiednia faza rozgrywek, Grupa – runda grupowa, 1r gr – pierwsza runda grupowa, 2r gr – druga runda grupowa, F – finał, R – runda, PO – play-off
- k. – rzuty karne, los. – losowanie, Dogr. – dogrywka, w. – zasada bramek strzelonych na wyjeździe

| Sezon   | Rozgrywki                 | Runda | Przeciwnik       | Dom | Wyjazd | Ogólnie |
| ------- | ------------------------- | ----- | ---------------- | --- | ------ | ------- |
| 1961/62 | Puchar Zdobywców Pucharów | 1R    | Leixões SC       | 6–2 | 0–5    | 6–7     |
| 1964/65 | Puchar Europy             | 1R    | AS Saint-Étienne | 2–1 | 2–2    | 4–3     |
| 1964/65 | Puchar Europy             | 2R    | SL Benfica       | 1–1 | 0–5    | 1–6     |